# André Lemoyne
Pour les articles homonymes, voir Lemoyne.
Pour l’article ayant un titre homophone, voir André Lemoine.

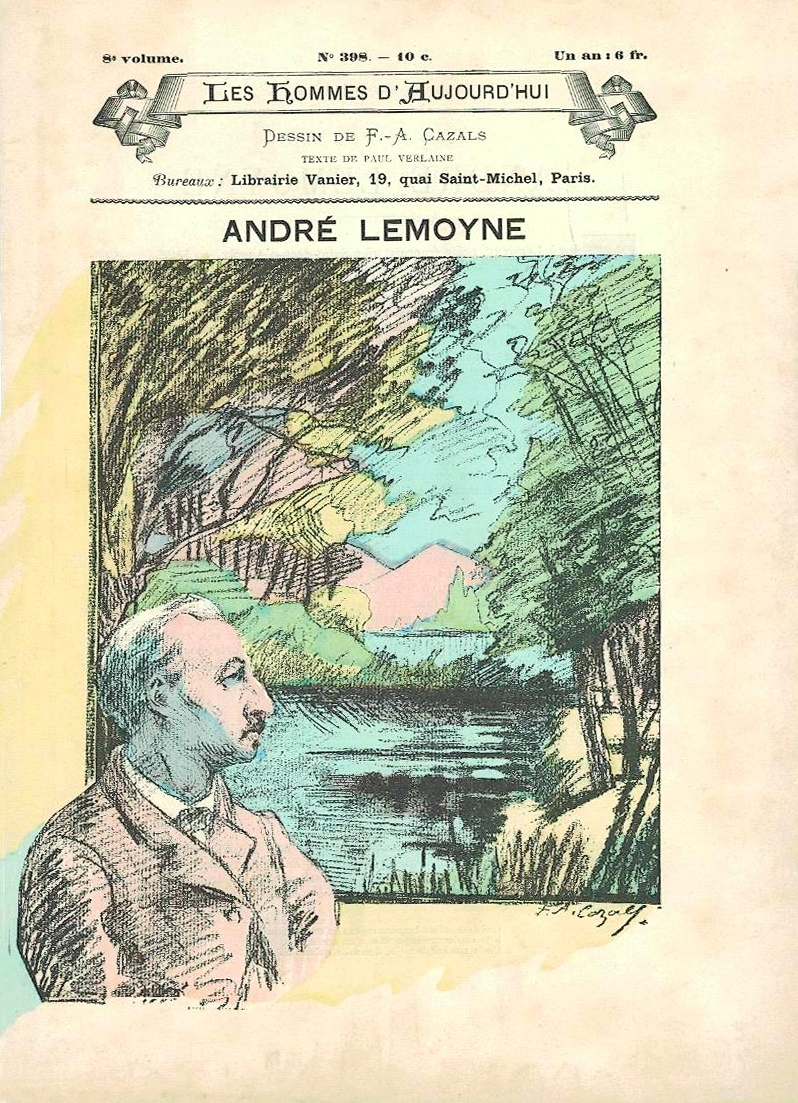
André Lemoyne, dessin de Frédéric-Auguste Cazals pour Les Hommes d'aujourd'hui, no 398, 1890.

André Lemoyne, né le 27 novembre 1822 à Saint-Jean-d'Angély, où il est mort le 28 février 1907, est un poète et romancier français.

## Biographie
Avocat au barreau de Paris en 1847, il fut successivement typographe, correcteur, puis chef de publicité chez Didot de 1848 à 1877, date à laquelle il fut nommé bibliothécaire de l'École des arts décoratifs.
André Lemoyne figure dans la liste des poètes nommés dans la lettre de Rimbaud à Paul Demeny, dite Lettre du Voyant.
L’Académie française lui décerne le prix Montyon en 1864, le prix Maillé-Latour-Landry en 1876, le prix Vitet en 1885 et  le prix Archon-Despérouses en 1893. Il a été fait chevalier de la Légion d’Honneur, en 1877, pour son œuvre littéraire.
Léon Le Goaesbe de Bellée illustra ses ouvrages.

## Jugements
« Cet homme de modestie et de mérite a fait de sa vie deux parts : il livre l'une à la nécessité, au travail ; il réserve l'autre, inviolable et secrète. Tous les six mois, il distille une goutte d'ambre qui se cristallise en poésie et qui s'ajoute à son cher trésor. Les Roses d'antan renferment des pièces parfaites de limpidité et de sentiment. J'ai des raisons de recommander celle qui a pour titre L'Étoile du berger. »
« S'il [André Lemoyne] n'a pas beaucoup produit, chacune de ses compositions est marquée d'un caractère spécial. Son œuvre offre une série de tableaux variés, peints avec largeur dans un petit cadre. [...] Les Roses d'antan, Les Charmeuses ont été couronnés à la fois par l'Académie française en 1871 ».

## Œuvres
- Stella Maris, 1860.
- Chemin perdu, 1863.
- Les Sauterelles de Jean de Saintonge, 1863.
- Les Roses d'antan, 1865.
- Les Charmeuses, 1867.
- Une idylle normande, 1874.
- Alise d'Évran, 1876.
- Paysages de mer et fleurs des prés, 1876.
- Légendes des bois et chansons marines, 1878.
- Oiseaux chanteurs, 1882.
- Soirs d'hiver et de printemps, 1883.
- Fleurs et Ruines, 1888.
- Fleurs du soir, 1893.
- Le Moulin des prés, 1894.
- La Mare aux chevreuils, 1902.
- Poésies, Paris, Lemerre, 1883-1897, 4 volumes comprenant : Les Charmeuses ; Les Roses d'antan ; Légendes des bois et chansons marines ; Paysages de mer et fleurs des prés ; Soirs d'hiver et de printemps ; Fleurs et ruines ; Oiseaux chanteurs ; Fleurs du soir ; Chansons des nids et des berceaux
- Romans, Paris, Lemerre, 1886, comprenant : Une Idylle normande ; Le Moulin des prés ; Alise d'Évran ; le volume comprend également des Pensées d'un paysagiste et des Notes de voyage [texte intégral]
- La Tour d'Ivoire, Paris, Lemerre, 1902.